# Rue Du Sommerard
La rue Du Sommerard est une voie située dans le quartier de la Sorbonne dans le 5e arrondissement de Paris.

## Situation et accès
La rue Du Sommerard est accessible par la ligne 10 aux stations Cluny-La Sorbonne et Maubert-Mutualité.
Rues rencontrées
De la rue de la Harpe à la rue Saint-Jacques :
- rue des Maçons Sorbonne ;
- rue de la Sorbonne face à l'hôtel de Cluny ;
- rue du Cloître-Saint-Benoît.

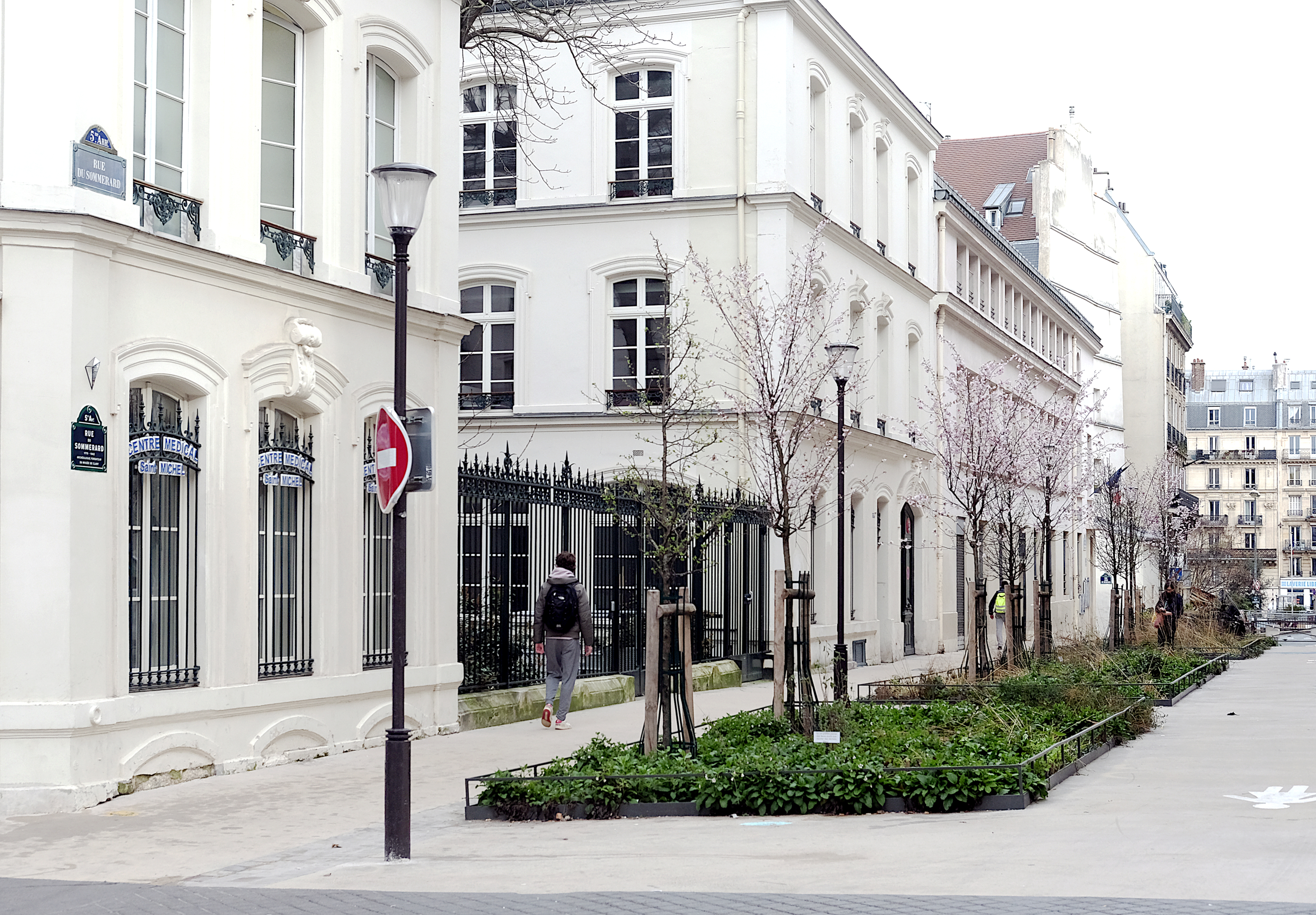
Entre la rue Thénard et la rue Jean-de-Beauvais.
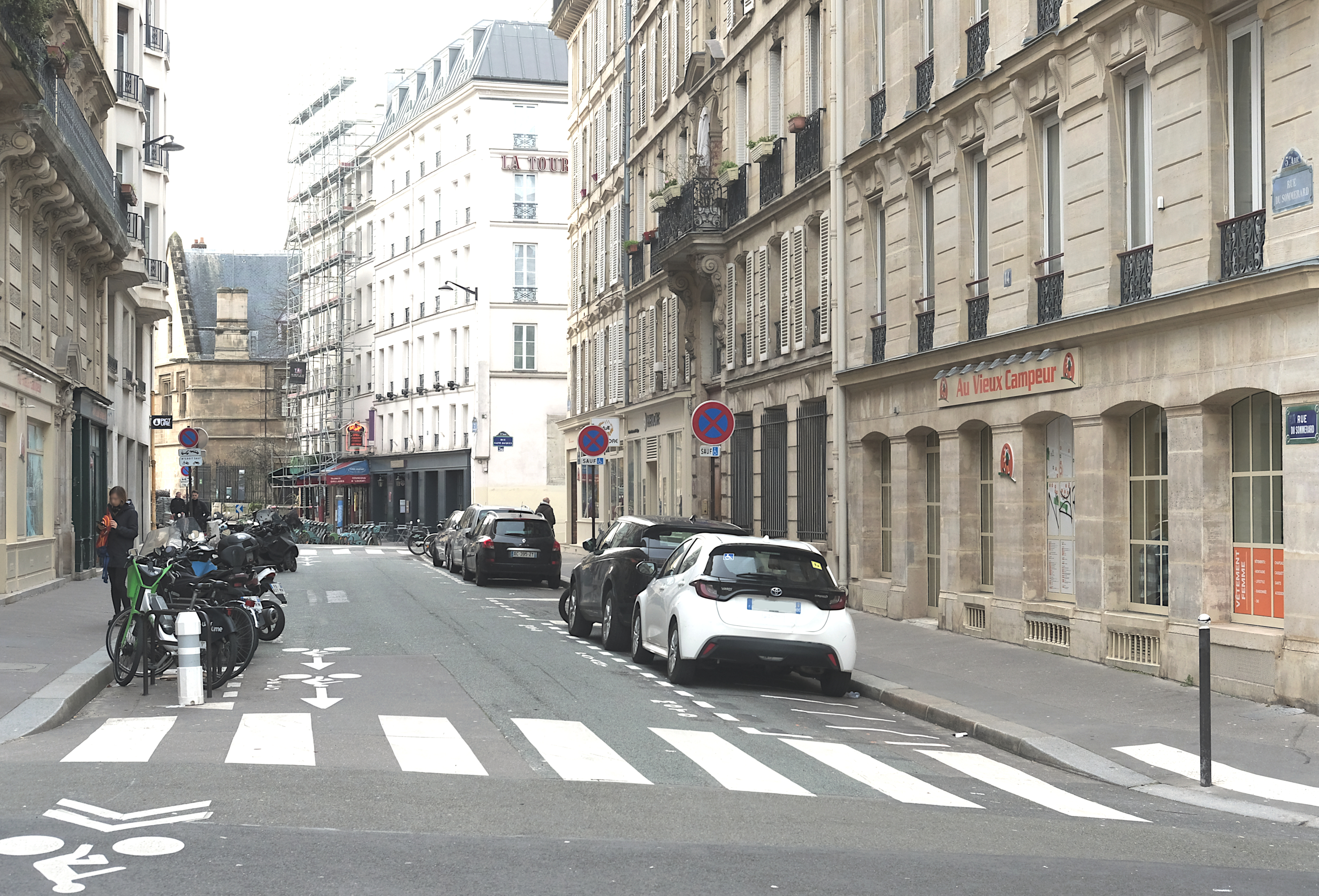
Entre la rue Thénard et la rue Saint-Jacques.

## Origine du nom

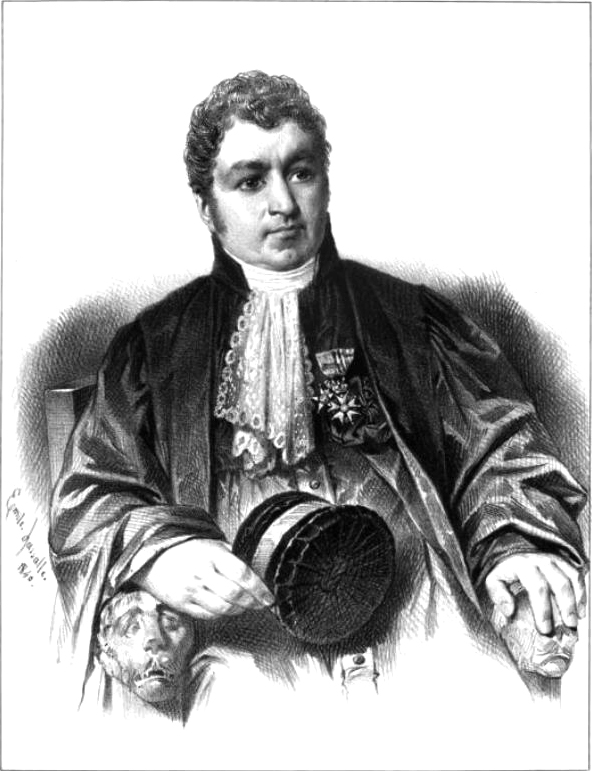
Alexandre Du Sommerard.

Cette rue porte le nom de l'archéologue et membre de la Cour des comptes, Alexandre Du Sommerard (1779-1842), qui fut un mécène bienfaiteur de Paris. Il s'était installé en location dans l'hôtel de Cluny en 1832 pour y disposer sa collection d'œuvres d'art, qui fut rachetée à sa mort par l'État pour y fonder l'actuel musée.

## Historique

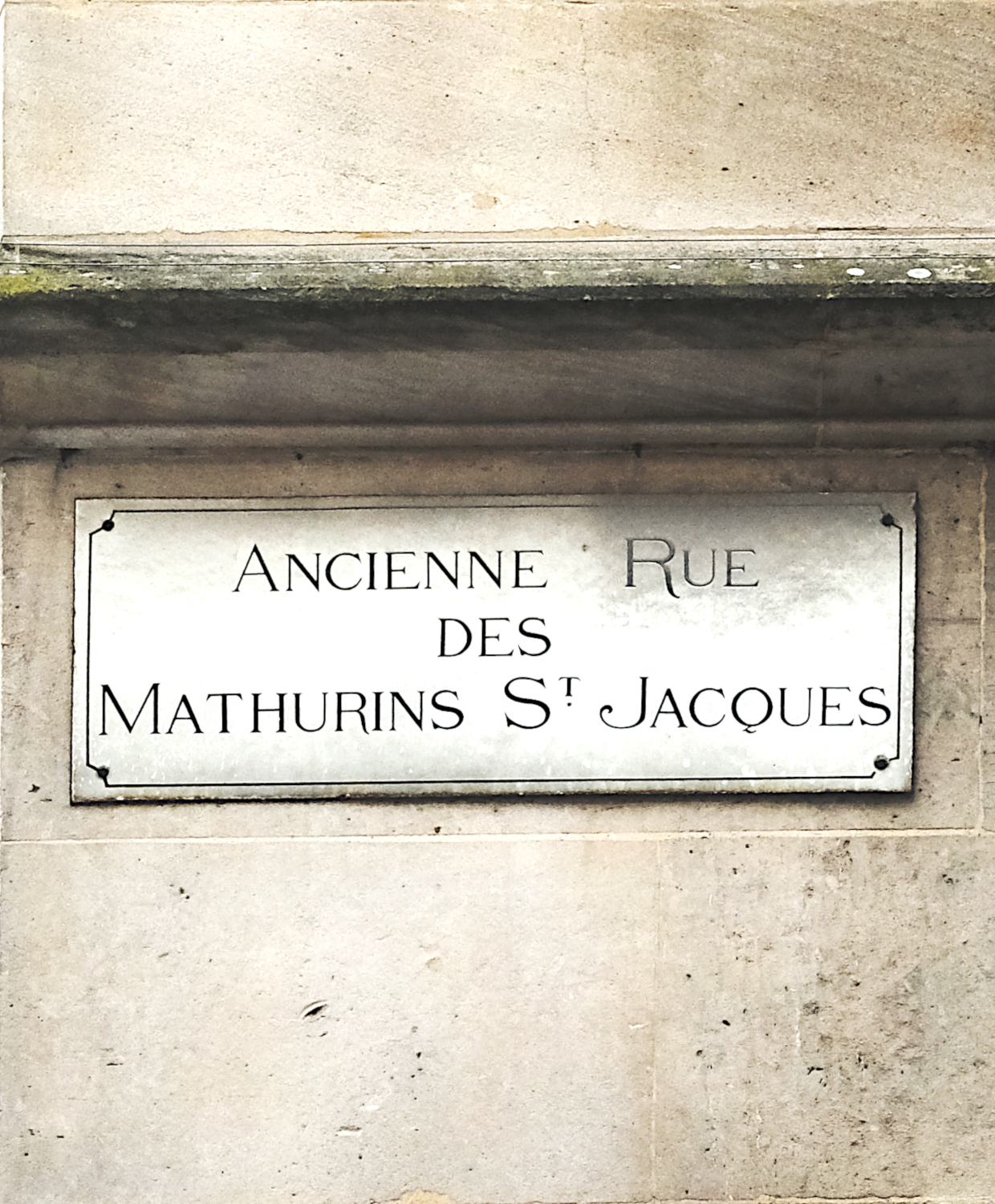
Un des anciens noms de la rue.

Cette rue, tracée probablement au Ier siècle à l'époque romaine pour l'accès aux thermes de Cluny par leur partie arrière, a été retracée au XIIe siècle pour devenir l'accès principal à l'hôtel de Cluny. En 1220, elle s'appelle « rue du Palais-des-Thermes ».
Vers 1280-1300, elle est citée dans Le Dit des rues de Paris de Guillot de Paris sous la forme « rue Saint-Mathelin ».
Après avoir pris le nom de « rue Saint-Mathelin », elle s'appela longtemps la « rue des Mathurins », puis « rue des Mathurins-Saint-Jacques », en raison de la présence du couvent des Mathurins, avant d'être rebaptisée en 1867 « rue Du Sommerard ».
Entre la fin du XVIIe siècle et le début du XIXe siècle s'y trouvait la boutique d'estampes Aux deux piliers d'or, fondée par Gérard Audran, puis reprise en 1718 par François Chéreau ; François-Étienne Joubert rachète le fonds à Jacques-François Chéreau en 1787, puis cède la boutique à François-Jules-Gabriel Depeuille en 1795.

## Bâtiments remarquables et lieux de mémoire
- Le square Samuel-Paty.
- L'arrière des thermes de Cluny.

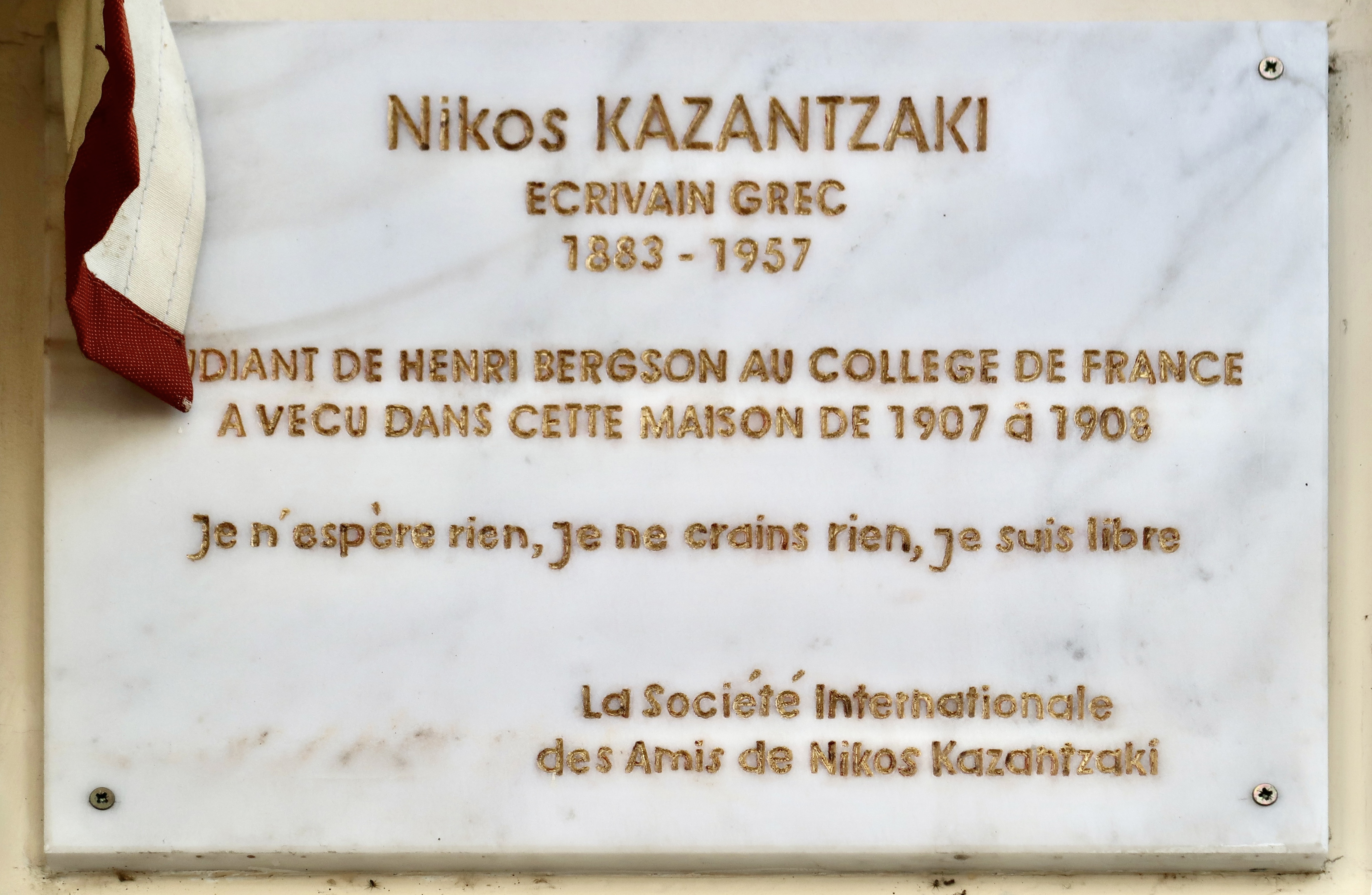
Plaque au no 13.

- Le musée de Cluny, ancien hôtel de Cluny. En 1779 se trouvait installé ici Moutard, libraire-imprimeur de la reine[5].
- No 13 : Émile Boutmy y vécut, dans un appartement accueillant sa famille[6]. L'écrivain grec Níkos Kazantzákis y vécut de 1907 à 1908 ; une plaque lui rend hommage. Le philosophe Emil Cioran y résida autour des années 1940.
- No 21 : l'architecte Francis Turbil a eu un cabinet d'étude à cette adresse.
- No 24 : un des accès au jardin du musée de Cluny. Alfred Darcel y vécut et y est mort.
- No 27 : la librairie des éditions Ivrea.
- No 31 : pendant quinze ans, c'est ici qu'a vécu fictivement Laurent Pasquier, le héros de la Chronique des Pasquier de Georges Duhamel.
- No 33 : accès secondaire à l'Institut finlandais.
- Entre l'hôtel de Robert de Courtenay et sur le trottoir d'en face, rue des Maçons-Sorbonne, se trouvait l'enseigne de La Tête Noire[7].

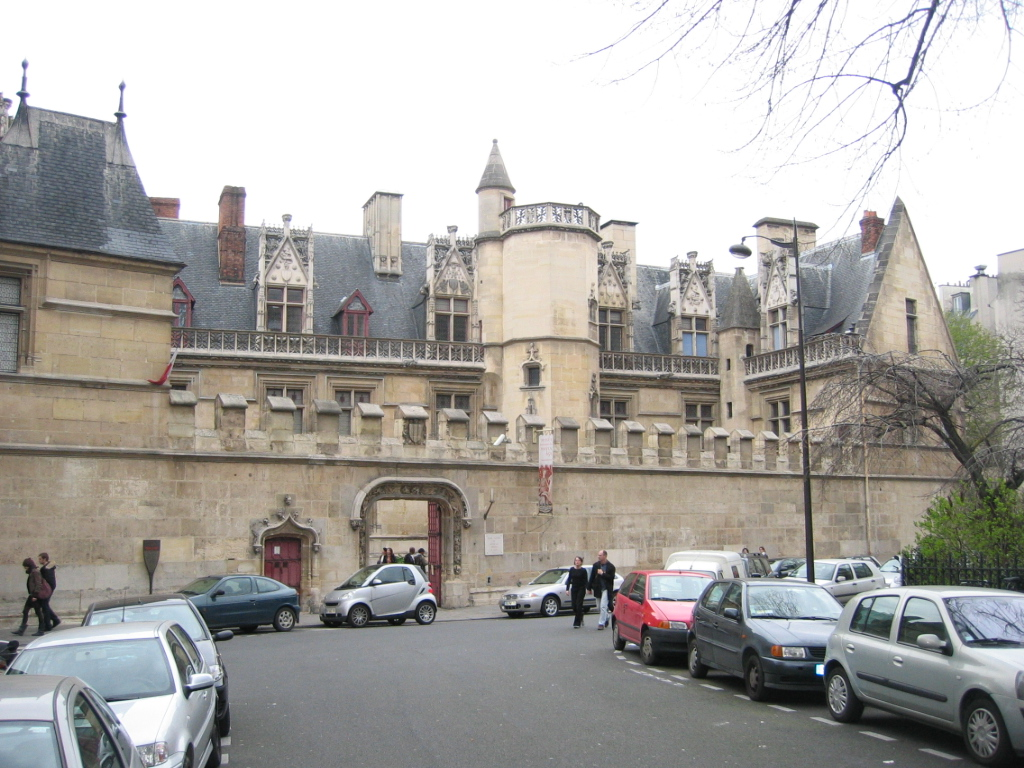
L'entrée du musée de Cluny, hôtel de Cluny, rue Du Sommerard.